# Je m'appelle Hmmm...
Pour plus de détails, voir Fiche technique et Distribution.
Je m'appelle Hmmm... est un film français réalisé par Agnès b., sorti en 2013.

## Synopsis
Céline, préadolescente tourmentée de 11 ans, monte dans le véhicule de Peter, un camionneur écossais, pour s'y cacher. Celui-ci reprend la route sans la voir et elle sort une fois qu'une centaine de kilomètres ont été parcourus. Peter décide finalement de la garder avec lui pendant son trajet, au cours duquel Céline refuse de lui donner son nom.

## Contexte
Adolescente, Agnès Troublé subit des attouchements d'un oncle qui la marqueront à jamais : « Je ne peux pas envisager une relation avec une personne d'âge mûr. J'ai besoin d'être très amoureuse pour accepter un truc sexuel. ». Son premier long-métrage, écrit en deux jours, Je m'appelle Hmmm..., évoque l'inceste.

## Fiche technique
- Titre français : Je m'appelle Hmmm...
- Titre anglais : My Name Is Hmmm...
- Réalisation : Agnès b.
- Scénario : Agnès b., Jean-Pol Fargeau et Christopher Yggdre
- Photographie : Jean-Philippe Bouyer
- Production : Christophe Audeguis et Agnès b.
- Montage : Jeff Nicorosi
- Décors : Mickael Amsellem et Xavière Protat
- Costumes : François Jugé
- Société de production : Love Streams Productions
- Pays d'origine :  France
- Format : couleur - 35 mm - 1,85:1 - Dolby Digital
- Genre : drame
- Durée : 121 minutes
- Langue : français
- Budget : 2.17M€[2]
- Lieux de tournage : Bordeaux, Royan, Région parisienne
- Sociétés de distribution : Soda Pictures (Royaume-Uni), Edko Films (Hong-Kong), Uplink (Japon), Strand Releasing (États-Unis) et A3 Distribution (France)
- Dates de sortie : 
  - Italie : 31 août 2013 (Festival de Venise)
  - France : 23 avril 2014

## Distribution
- Lou-Lélia Demerliac : Céline
- Sylvie Testud : la mère de Céline
- Jacques Bonnaffé : le père de Céline
- Noémie Ducourau : la sœur de Céline
- Marie-Christine Barrault : la grand-mère
- Emile Gautier : le frère de Céline
- Douglas Gordon : Peter Ellis, le camionneur
- Julie Meunier : la serveuse du pick-up bar
- Philippe Peythieu : le journaliste de télévision (voix)
- Franck Beckmann : Michel
- Frans Boyer : le gendarme au pavillon
- Isabelle Leprince : le chef de rayon du supermarché
- Pierre Renverseau : le gendarme à moto
- Toni Negri : le vagabond philosophe
- Jean-Pierre Kalfon : le patron du café
- Grégoire Colin : le jeune homme au café
- Jean-François Garreaud : le délateur
- Arnaud Carbonnier : le policier
- Benn Northover : le camionneur écossais
- Jonathan Waite : routier britannique 1
- Peter Rawes : routier britannique 3
- Christian Granger : le patron du restaurant
- Hadrien Bouvier : le garçon qui fume
- Hugo Cechura : garçon moqueur
- Max Hayter : patron de bar
- Gaël Foucher : sur la plage
- François Briault : gendarme au pavillon
- Ersin Leibovitch : voix de France Info
- Rose Chasseriau : cliente supermarché
- Maxime Mikolajczak : gendarme à moto
- Aya Tanaka : danseuse butoh
- Hiroyuki Sagara : danseur butoh
- Georges-Henri Guedj : jeune gens café
- Jen-Cri : le garçon aux grimaces
- Jimmy Tomenou : l'homme aux bains-douches
- Nicolas Djermag : policier arrestation
- Christophe Denis : policier arrestation
- Hugo Malpeyre : policier arrestation
- David Van de Woestyne : policier arrestation
- Emmanuelle Stern-Joris : femme policier
- Emmanuel Gayet : le juge d'instruction
- Marguerite Baux : interprète
- Elsa Saladin : psychologue